# Ens Públic de Radiotelevisió de les Illes Balears
O Ens Públic de Radiotelevisió de les Illes Balears ou EPRTVIB (catalão para Entidade Pública de Rádio e Televisão das Ilhas Baleares) é uma entidade pública balear criada no dia 26 de Março de 2004 que gere a televisão e rádio públicas daquela região espanhola (IB3 Televisió e IB3 Ràdio).